# 巴黎长荣桂冠酒店五星旗事件
2024年8月13日，中国大陆网民“张教官”发布视频声称法国巴黎长荣桂冠酒店未悬挂五星红旗，在片中要求酒店悬挂，遭拒后取消了半小时前预订的房间。数日后酒店在中国大陆社交媒体平台被网民声讨抵制，并被多个有中国大陆官方背景的在法侨团及协会联合召开会议谴责。台湾方面表示中国大陆企图以经济胁迫进行政治操弄，民进党称中共當局背後有一定程度推波助瀾。

## 背景
長榮國際連鎖酒店为中华民国（台湾）企业长荣集团旗下的连锁饭店体系，属于长荣国际管理。
有意见指出，“张教官”类博主与亲中国共产党组织、中国大陆政府代理人等合作，煽动愛國情緒和民族仇恨牟利，通过直播带货、网店等方式将流量变现，获利巨大。
事件中出现的中国和平统一促进会被认为是中华人民共和国政府的海外统战组织。

## 过程
2024年8月13日，一位网名为“张教官”的中国大陆网民在抖音等社交媒体平台发布短视频，声称巴黎长荣桂冠酒店在内部悬挂有奥运参赛国的万国串旗，唯独缺少中华人民共和国国旗（五星红旗，下同）。视频中，主角“张教官”要求酒店方悬挂中国国旗，但遭到拒绝，因此决定取消入住半小时前预订的房间。
随后，另一位自称是该酒店的中国籍厨师在交谈中声称，酒店大厅原本悬挂有中国国旗，但被一位苏姓台籍总经理下令撤下。而酒店方次日在被问后表示其并未故意更改万国串旗内容，并有权利决定酒店的装饰布置。
8月15日，此事登上微博热搜，引发舆情，中国大陆网民抵制长荣桂冠酒店，中国大陆旅行平台亦屏蔽了相关搜索，然而中国大陆官方及媒体对此保持低调应对。位于中国大陆的上海长荣桂冠酒店旋即发出声明表示，因对饭店奥运布置提出之意见“未能给旅客提供最好的体验”而“深感抱歉”。
同15日，事件主角，网民“张教官”主动披露了“法国中国和平统一促进会”对视频的审核批准材料，有意见因此认为背后有官方运作之嫌。22日，事件主角“张教官”发布视频回应争议，指责部分媒体的“引导”，声称该事件出发于“个人”因国旗“故意”被撤而致的感情“伤害”，建基于个人自幼在中国大陆所受到的“爱国教育”和所习得的礼教人伦。

## 反应
8月16日，包括“法国中国和平统一促进会”在内的多家有中国大陆官方背景的侨团及协会在事后召开联合会议对酒店行为发声谴责，中国驻法使馆在20日对“爱国义举表示高度赞赏”，并重申一个中国原则。同时否认其有“政治”意味，否认片中出现的中国籍厨师是“演员”，否认“专程”要求酒店方悬挂中国国旗。
8月23日，母公司长荣集团发表致歉声明，表示集团认同九二共识，反对台独。对此，陸委會8月24日发声抗議並譴責中共操作民族主義與對台灣企業霸凌。中華民國外交部在同一天發佈新聞稿谴责中国企图以经济胁迫进行政治操弄，破坏以规则为基础的国际秩序及正常商业行为。同日，民进党中国事务部表示，中共當局背後有一定程度推波助瀾，這是必須因應的國安問題。
9月11日，中国大陆国台办吁长荣集团秉持民族大义，坚持“九二共识”。 

## 注解
1. ↑  片中呈现的万国串旗含有欧洲旗，故并非（或并非仅有）奥运参赛国系列。

## 外部鏈結
- YouTube上的当事人发布要求悬挂五星红旗被遭拒的影片
- YouTube上的当事人发布与酒店管理层交涉的影片
- bilibili上的当事人参加多家有中国官方背景侨团的联合会议
- bilibili上的当事人回应争议强调係个人原因